# Guido Carlo Visconti di Modrone
Guido Carlo Visconti di Modrone (Milano, 13 luglio 1881 – Milano, 19 luglio 1967) è stato un nobile, imprenditore e politico italiano.

## Biografia

### Infanzia

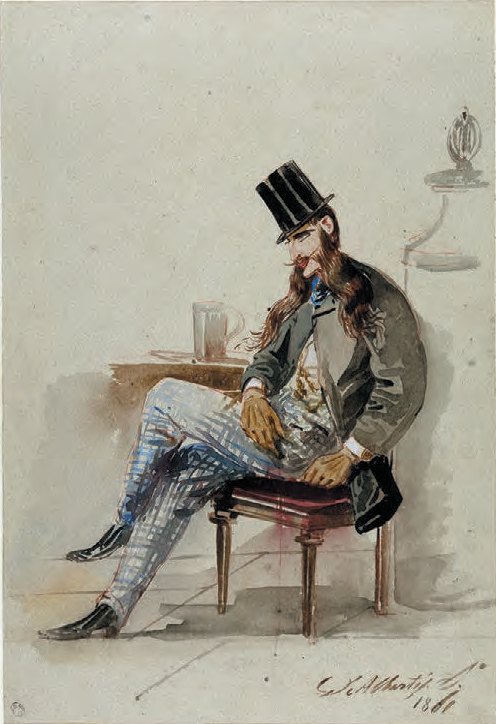
Acquerello del 1861 rappresentante il duca Guido Visconti di Modrone

Guido Carlo fu il quarto figlio del duca Guido Visconti di Modrone, senatore del Regno e capo famiglia dei Visconti di Modrone e di Ida Renzi. 

### Matrimonio
Il 16 giugno 1906, sposa a Milano, Matilde Maria Marescalchi dalla quale avrà sette figli.

### Carriera politica
Combatté come ufficiale di cavalleria nel corso della prima guerra mondiale. Fu nominato senatore del Regno d'Italia il 2 marzo 1929 e fu membro della Commissione degli affari esteri, degli scambi commerciali e della legislazione doganale dal 1939 al 1943.

### Impegno per la musica

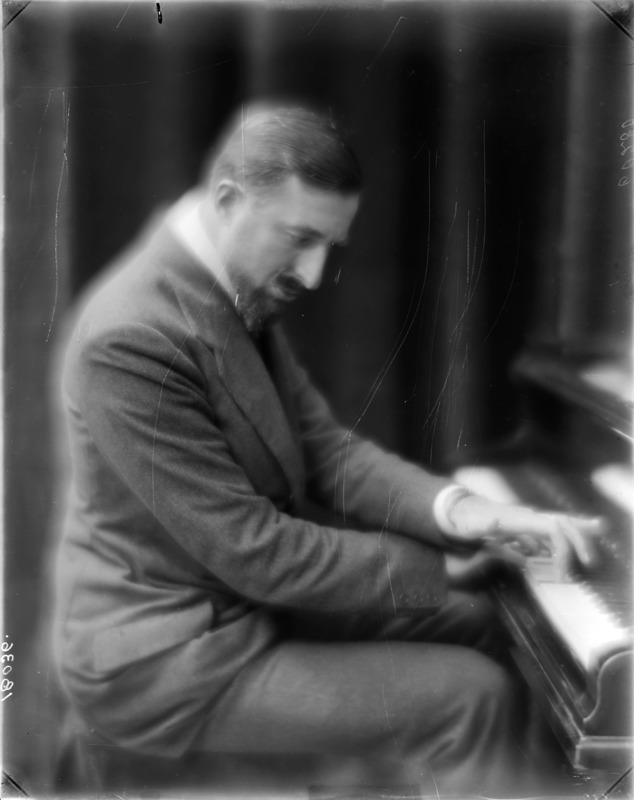
Guido Carlo Visconti fotografato al pianoforte

Nel 1923, Guido Carlo Visconti di Modrone aveva fondato l'Ente Morale "Italica" attraverso la quale cercò di valorizzare la musica italiana promuovendo un maggior studio degli autori italiani nei conservatori, così come l'analisi e la rilettura di compositori allora meno conosciuti.

### Ultimi anni e morte
Guido Carlo Visconti di Modrone è stato socio fondatore e membro del consiglio di amministrazione della Isotta Fraschini, casa automobilistica milanese.
Morì il 19 luglio 1967 a Milano.

## Ascendenza
|                                 |   |                                | Genitori                    |  |  | Nonni |  |  | Bisnonni                           |  |  | Trisnonni                          |  |
|                                 |   |                                |                             |  |  |       |  |  | Gaetano Visconti di Lonate Pozzolo |  |  | Filippo Visconti di Lonate Pozzolo |  |
|                                 |   |                                |                             |  |  |       |  |  | Gaetano Visconti di Lonate Pozzolo |  |  | Filippo Visconti di Lonate Pozzolo |  |
|                                 |   | Maria Caterina Cicogna Mozzoni |                             |  |  |       |  |  | Gaetano Visconti di Lonate Pozzolo |  |  |                                    |  |
| Uberto Visconti di Modrone      |   |                                |                             |  |  |       |  |  | Gaetano Visconti di Lonate Pozzolo |  |  |                                    |  |
|                                 |   | Aurelia Gonzaga                | Francesco Nicolò Gonzaga    |  |  |       |  |  |                                    |  |  |                                    |  |
|                                 |   | Aurelia Gonzaga                | Francesco Nicolò Gonzaga    |  |  |       |  |  |                                    |  |  |                                    |  |
|                                 |   | Aurelia Gonzaga                | Olimpia Scotti              |  |  |       |  |  |                                    |  |  |                                    |  |
| Guido Visconti di Modrone       |   | Aurelia Gonzaga                |                             |  |  |       |  |  |                                    |  |  |                                    |  |
|                                 |   | Angelo Vincenzo Gropallo       | Giovanni Francesco Gropallo |  |  |       |  |  |                                    |  |  |                                    |  |
|                                 |   | Angelo Vincenzo Gropallo       | Giovanni Francesco Gropallo |  |  |       |  |  |                                    |  |  |                                    |  |
|                                 |   | Angelo Vincenzo Gropallo       | Paola Brignole Sale         |  |  |       |  |  |                                    |  |  |                                    |  |
| Giovanna Gropallo               |   | Angelo Vincenzo Gropallo       |                             |  |  |       |  |  |                                    |  |  |                                    |  |
|                                 |   | Laura Pertusati                | Gaetano Pertusati           |  |  |       |  |  |                                    |  |  |                                    |  |
|                                 |   | Laura Pertusati                | Gaetano Pertusati           |  |  |       |  |  |                                    |  |  |                                    |  |
|                                 |   | Laura Pertusati                | Teresa Visconti             |  |  |       |  |  |                                    |  |  |                                    |  |
| Guido Carlo Visconti di Modrone |   | Laura Pertusati                |                             |  |  |       |  |  |                                    |  |  |                                    |  |
|                                 | … | …                              |                             |  |  |       |  |  |                                    |  |  |                                    |  |
|                                 | … | …                              |                             |  |  |       |  |  |                                    |  |  |                                    |  |
|                                 | … | …                              |                             |  |  |       |  |  |                                    |  |  |                                    |  |
| Francesco Renzi                 | … |                                |                             |  |  |       |  |  |                                    |  |  |                                    |  |
|                                 |   | …                              | …                           |  |  |       |  |  |                                    |  |  |                                    |  |
|                                 |   | …                              | …                           |  |  |       |  |  |                                    |  |  |                                    |  |
|                                 |   | …                              | …                           |  |  |       |  |  |                                    |  |  |                                    |  |
| Ida Renzi                       |   | …                              |                             |  |  |       |  |  |                                    |  |  |                                    |  |
|                                 |   | Giorgio Gritti                 | …                           |  |  |       |  |  |                                    |  |  |                                    |  |
|                                 |   | Giorgio Gritti                 | …                           |  |  |       |  |  |                                    |  |  |                                    |  |
|                                 |   | Giorgio Gritti                 | …                           |  |  |       |  |  |                                    |  |  |                                    |  |
| Lucrezia Giovanna Gritti        |   | Giorgio Gritti                 |                             |  |  |       |  |  |                                    |  |  |                                    |  |
|                                 |   | Caterina Passagnoli            | …                           |  |  |       |  |  |                                    |  |  |                                    |  |
|                                 |   | Caterina Passagnoli            | …                           |  |  |       |  |  |                                    |  |  |                                    |  |
|                                 |   | Caterina Passagnoli            | …                           |  |  |       |  |  |                                    |  |  |                                    |  |
|                                 |   | Caterina Passagnoli            |                             |  |  |       |  |  |                                    |  |  |                                    |  |